# McLaren MP4/9
O McLaren MP4/9 foi um carro de Fórmula 1 projetado por Neil Oatley para a temporada de Fórmula 1 de 1994 para a McLaren. Devido a mudanças nas regras da categoria destinadas a retornar a ênfase nas habilidades de pilotos, muitas tecnologias projetadas para auxiliar o piloto, como suspensão ativa; freios assistidos; ABS e controle de tração, que tinham sido apresentadas no carro da temporada anterior, não eram mais permitidos. Visualmente, o carro era muito semelhante ao anterior MP4/8.

## Pilotos e patrocinadores
Durante toda a temporada, seus pilotos principais foram Mika Häkkinen e Martin Brundle, oriundo da Ligier de 1993. A pedido da Peugeot, o piloto de testes da equipe foi o francês Philippe Alliot. A companhia francesa preferiu Alliot, que havia sido o principal piloto da equipe no Campeonato de Turismo do ano anterior, em vez de Brundle para o papel de segundo piloto, o que deixou Ron Dennis desapontado, visto que ele não via algum futuro em Alliot e preferia Brundle a ele.
O patrocinador principal da equipe foi a marca de cigarros Marlboro, com patrocínios secundários adicionais por parte de roupas de grife Hugo Boss; da petroleira Shell e da marca de pneus Goodyear.

## Motor
O MP4/9 foi o primeiro carro da escuderia inglesa (e o único) a usar motores Peugeot. Trata-se do modelo A6, um 3.5 V10 que foi reaproveitado do protótipo Peugeot 905, bicampeão das 24 Horas de Le Mans. No entanto, ao contrário do que se esperava, demonstrou ser pouco confiável, sofrendo falhas constantes e até impressionantes, como no GP da Inglaterra, no qual o motor de Martin Brundle debulhou em chamas segundos após a bandeira verde. 
Ao fim da temporada, Ron Dennis anunciou um acordo com a Mercedes-Benz para fornecimento de motores a partir da temporada seguinte, encerrando a breve passagem da montadora francesa pela equipe de Woking.

## Resultados[1]
(legenda) 
| Ano  | Chassi | Motor          | Pneus | N° | Pilotos         | 1   | 2   | 3   | 4   | 5   | 6   | 7   | 8   | 9   | 10  | 11  | 12  | 13  | 14  | 15  | 16  | Pontos | Posição |  |
| ---- | ------ | -------------- | ----- | -- | --------------- | --- | --- | --- | --- | --- | --- | --- | --- | --- | --- | --- | --- | --- | --- | --- | --- | ------ | ------- |  |
|      |        |                |       |    |                 |     |     |     |     |     |     |     |     |     |     |     |     |     |     |     |     |        |         |  |
|      |        |                |       |    |                 | BRA | PAC | SMR | MON | ESP | CAN | FRA | GBR | GER | HUN | BEL | ITA | POR | EUR | JPN | AUS |        |         |  |
| 1994 | MP4/9  | Peugeot A6 V10 | G     | 7  | Mika Hakkinen   | Ret | Ret | 3   | Ret | Ret | Ret | Ret | 3   | Ret |     | 2   | 3   | 3   | 3   | 7   | 12† | 42     | 4°      |  |
| 1994 | MP4/9  | Peugeot A6 V10 | G     | 7  | Philippe Alliot |     |     |     |     |     |     |     |     |     | Ret |     |     |     |     |     |     | 42     | 4°      |  |
| 1994 | MP4/9  | Peugeot A6 V10 | G     | 8  | Martin Brundle  | Ret | Ret | 8   | 2   | 11† | Ret | Ret | Ret | Ret | 4†  | Ret | 5   | 6   | Ret | Ret | 3   | 42     | 4°      |  |

† Completou mais de 90% da distância da corrida.